# 下川美奈
下川 美奈（しもかわ みな、1972年7月16日 - ）は、日本の報道記者、ニュースキャスター。日本テレビ報道局社会部長。

## 来歴・人物
東京都出身。女子学院中学校・高等学校、早稲田大学政治経済学部政治学科卒業後、1995年4月1日入社。同期に近野宏明（記者）、矢島学（アナウンサー）、魚住りえ（現フリーアナウンサー）、町亞聖（現フリーアナウンサー）がいる。身長162cm。
主に報道局記者を務め、警視庁クラブ、国税庁クラブ、社会部遊軍、警察庁クラブ、『ニュースプラス1』ディレクターなどを経て、女性初の警視庁クラブキャップに起用された。2009年1月より、社会部デスク兼コメンテーター。
2005年、報道局年下の男性と結婚。
2012年6月、報道局外報部ニューヨーク支局に在籍している夫と離婚したことを報じられた。
2017年12月5日の『NEWS ZERO』において、横綱暴行事件に関して出演した際の肩書では、「社会部 解説委員」になっている。

## 出演

### 現在
- DayDay. 隔週水曜日レギュラー（2023年4月6日 - 6月29日の期間は隔週木曜レギュラー、7月12日からは現レギュラー）
- news every.（不定期）
- news zero（不定期）

### 過去
- NNNニュースSUPER（2010年7月4日 - 2011年3月25日） - キャスター
- 情報ライブ ミヤネ屋（読売テレビ、2011年4月4日 - 2016年12月23日、隔週） - ニュースコーナー（岸田と毎週交替）
- 深層NEWS（BS日テレ、2014年4月 - 2016年12月23日、隔週金曜日） - メインキャスター（同上）
- 人生が変わる1分間の深イイ話（2017年1月16日） - VTR出演
- ナカイの窓（2018年5月23日） - 報道局で働くゲスト
- しゃべくり007（2020年3月30日） - ゲスト出演
- スッキリ
  - ニュースコーナー（2010年7月4日 - 2016年12月22日、岸田雪子と毎週代替）
  - コメンテーター（2017年10月3日 - 2023年3月28日、火曜日→木曜日→月曜日）